# ТЕС Termonordeste
7°12′34″ пд. ш. 34°55′21″ зх. д. / 7.20944° пд. ш. 34.92250° зх. д.
ТЕС Termonordeste – теплова електростанція на сході Бразилії у штаті Параїба. Фактично становить єдиний комплекс з однотипною ТЕС Termoparaíba. 
У 2010 році на майданчику станції ввели в експлуатацію 20 генераторних установок на основі двигунів внутрішнього згоряння MAN/STX – 19 типу 18V32/40 потужністю по 8,76 МВт та 1 типу 9L32/40 потужністю 4,38 МВт. 
Як паливо станція споживає нафтопродукти.
Видача продукції відбувається по ЛЕП, розрахованій на роботу під напругою 230 кВ.
Проект реалізувала компанія Epasa, власниками якої є CPFL Energia (51%), DC Energia (40,05%), Aruanã Energia (6,5%) та OZ&M (2,45%).